# Luukki
Luukki est un quartier de la ville d'Espoo en Finlande.

## Description
Luukki compte 111 habitants (31.12.2016).
Ses voisins sont  Lahnus, Lakisto, Kalajärvi, Röylä et Velskola.

### Kuvia

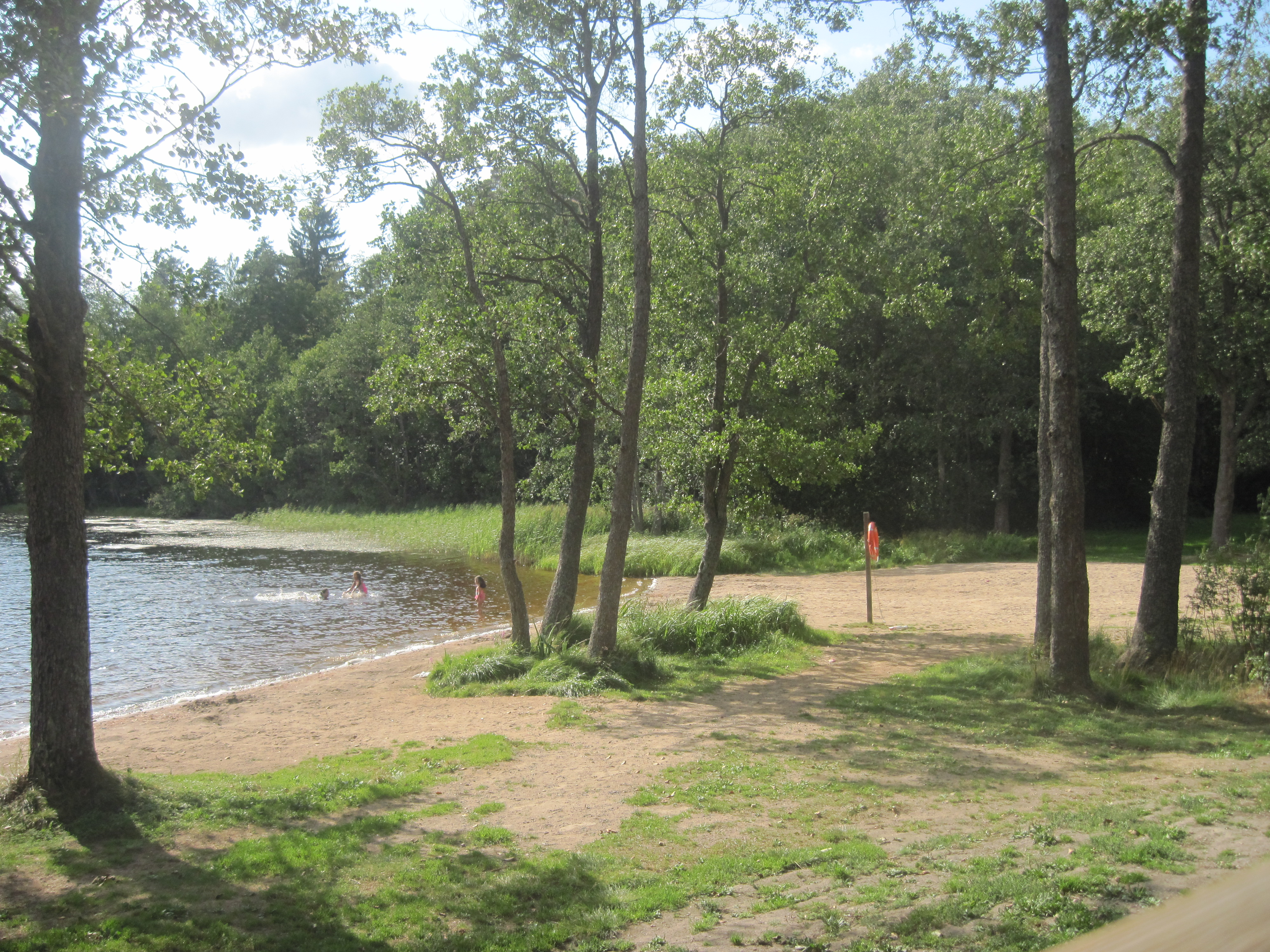
Plage sur la rive du lac Luukinjärvi.
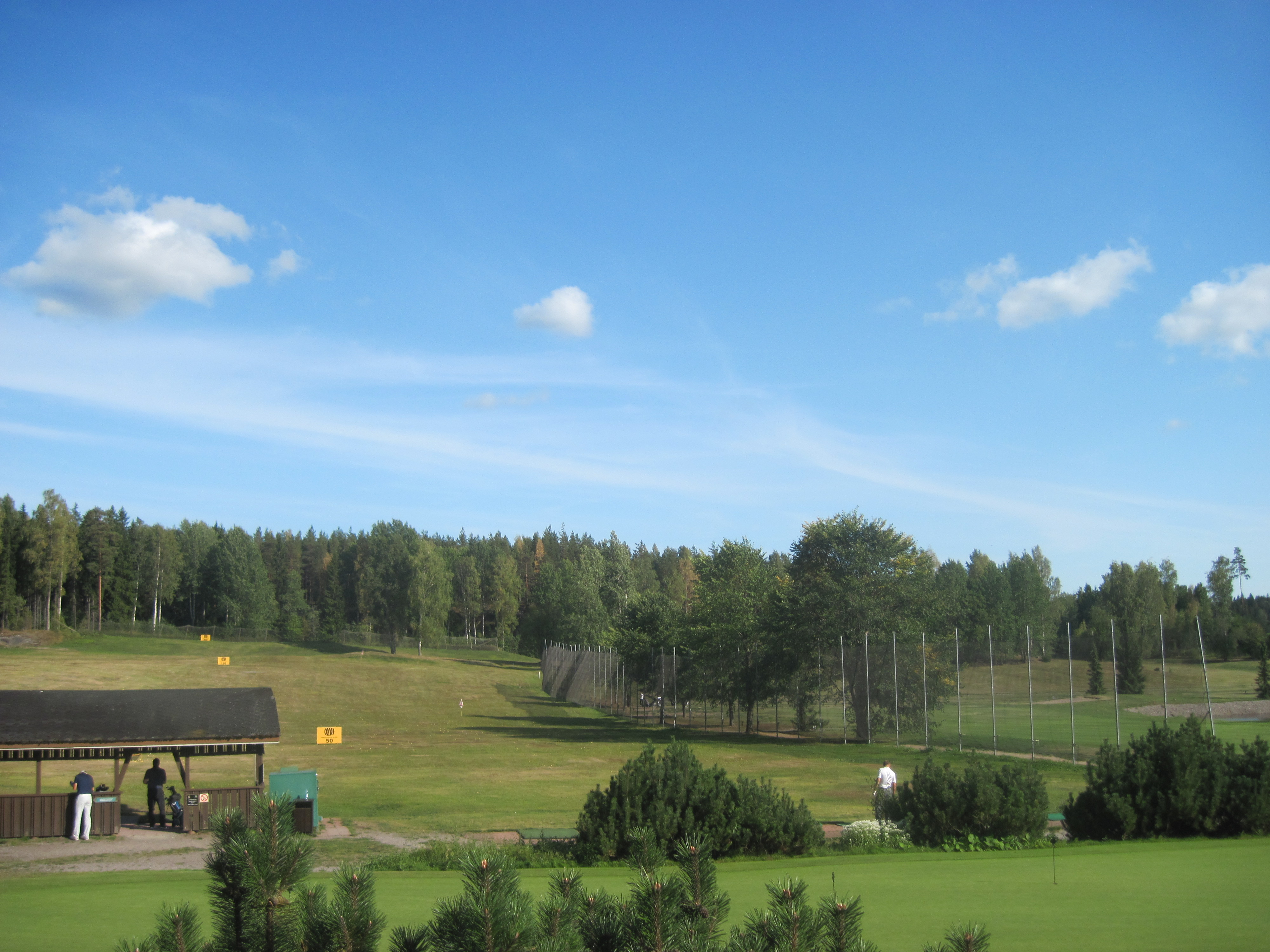
Golf de Luukki.
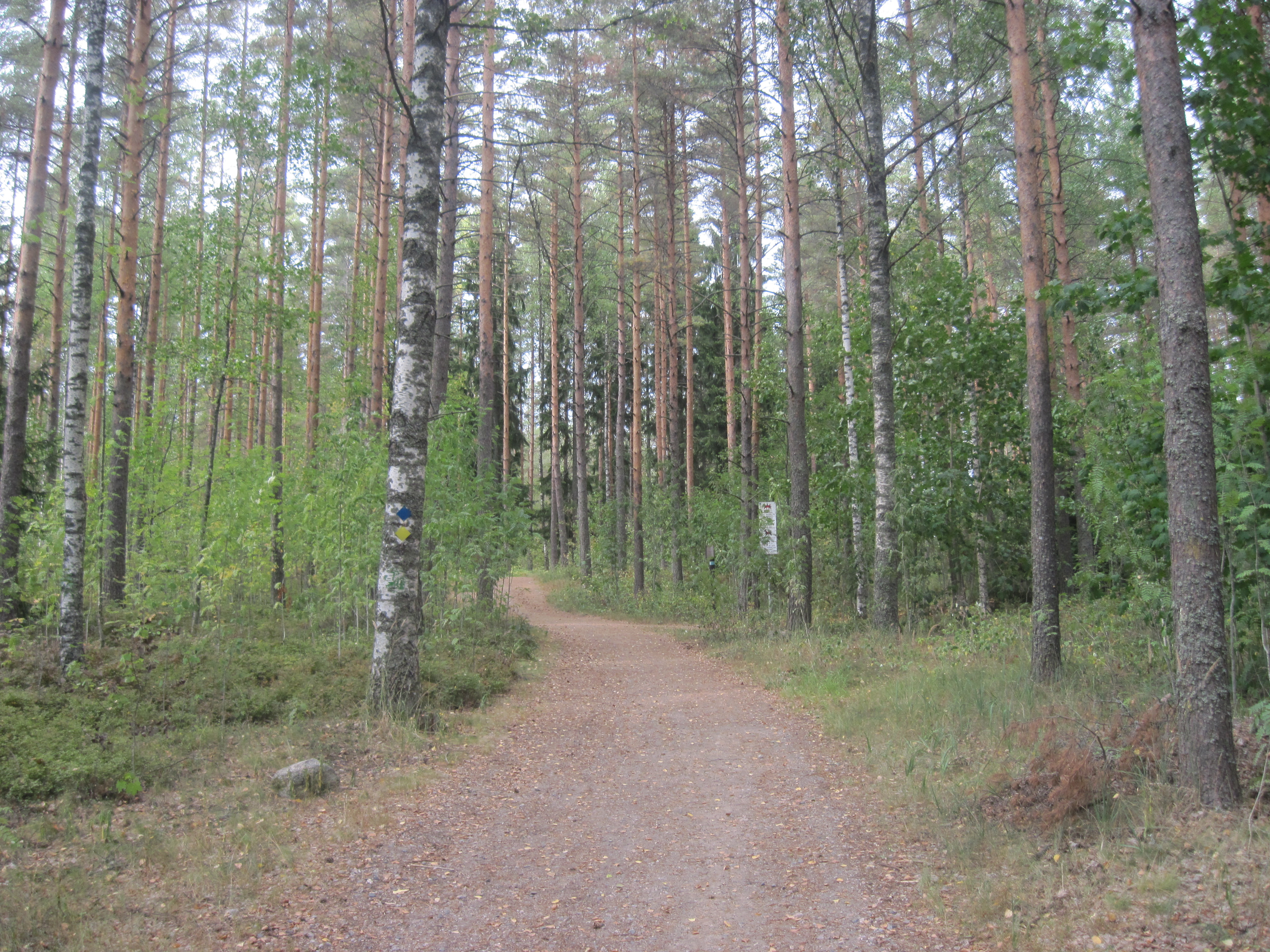
Sentier de randonnée de Luukki.
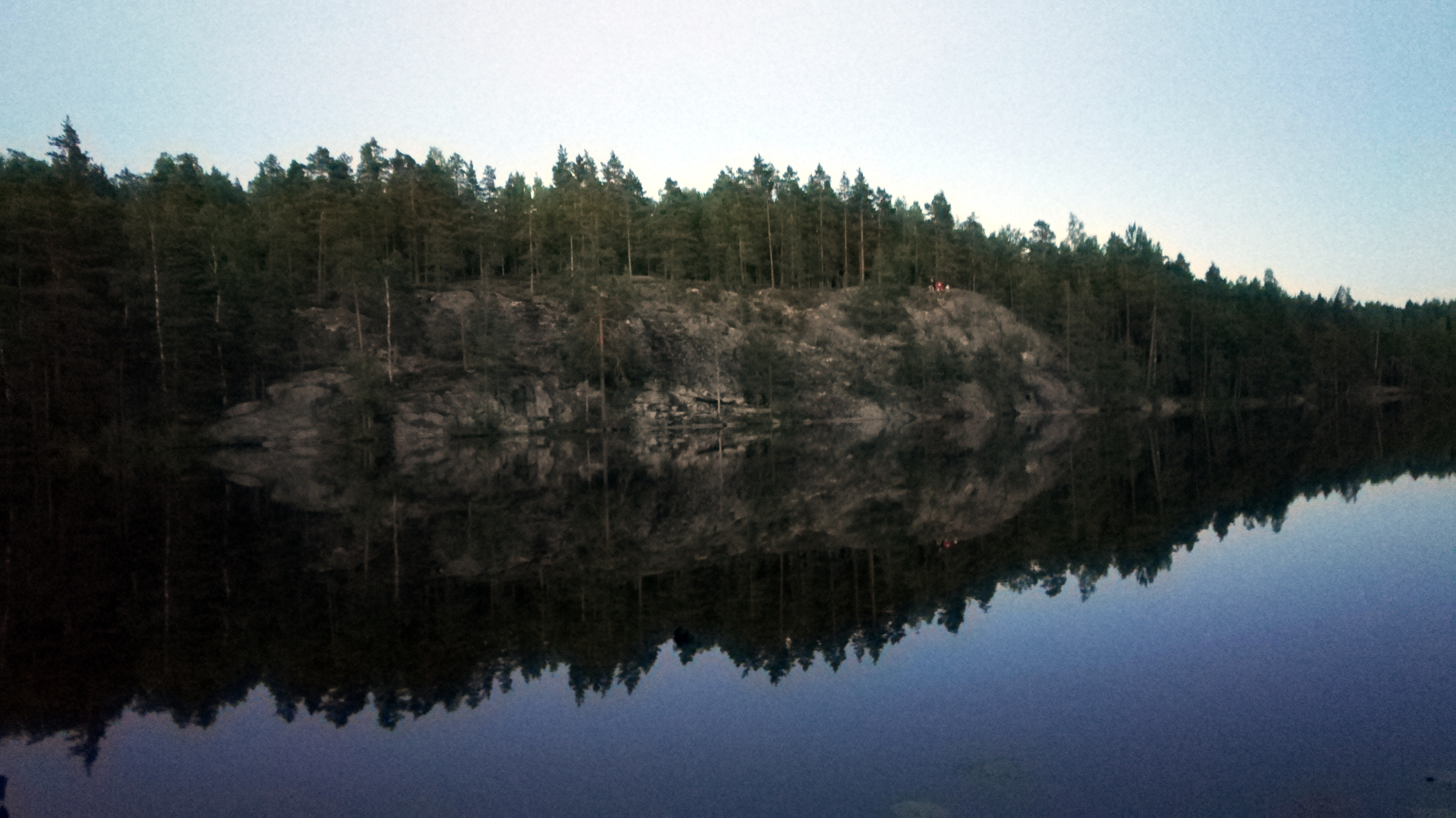
Étang Hauklampi.
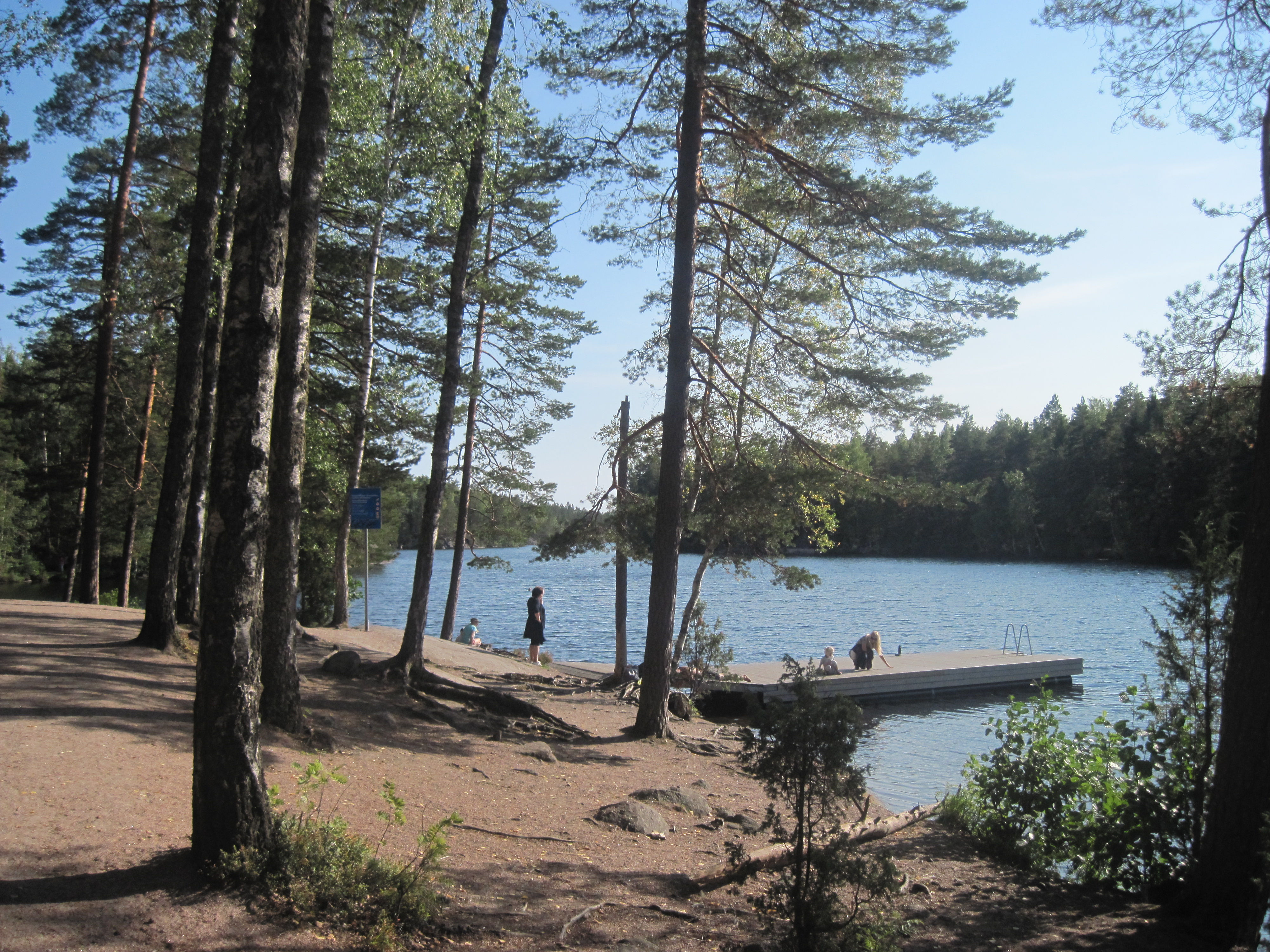
Étang Kaitalampi.